# Crnolica žličarka
Crnolica žličarka (kraljevska žličarka. lat. Platalea regia) je velika barska ptica iz porodice Treskiornithidae. 
Živi u plićacima slatkovodnih i morskih i močvarnih područja u Australiji, Novom Zelandu, Papui Novoj Gvineji i na Salomonskim Otocima. Njena nazočnost također je zabilježena u Novoj Kaledoniji. Nije ugrožena vrsta, jer ima veliko područje rasprostiranja. Pripada u ptice skitalice. 
Kraljevska žličarka je bijele boje, s crnim kljunom u obliku žlice. Kao barska ptica ima duge noge prilagođene za hodanje po močvari. 
Hrani se ribom i drugih morskih organizmima, kao što su školjke, rakovi, žabe i kukci. Svoju žrtvu zgrabi brzim pokretom. U potrazi za hranom, filtrira vodu kljunom s jedne na drugu stranu. 
Na početku sezone parenja, dugo bijelo perje niče iz leđa, a na glavi se pojavljuju obojene mrlje. Ženke polažu dva ili tri jaja. Pilići se izlegu nakon 21. dana. Kraljevske žličarke su vrlo osjetljive na poremećaje tijekom sezone parenja. U Australiji je uočeno, da su kolonije ostavljale svoja jaja, zbog malih poremećaja u inkubaciji.

## Vanjske poveznice
|  | Zajednički poslužitelj ima stranicu o temi Platalea regia    |
|  | Zajednički poslužitelj ima još gradiva o temi Platalea regia |
|  | Wikivrste imaju podatke o taksonu Platalea regia             |